# Geneviève Brisac

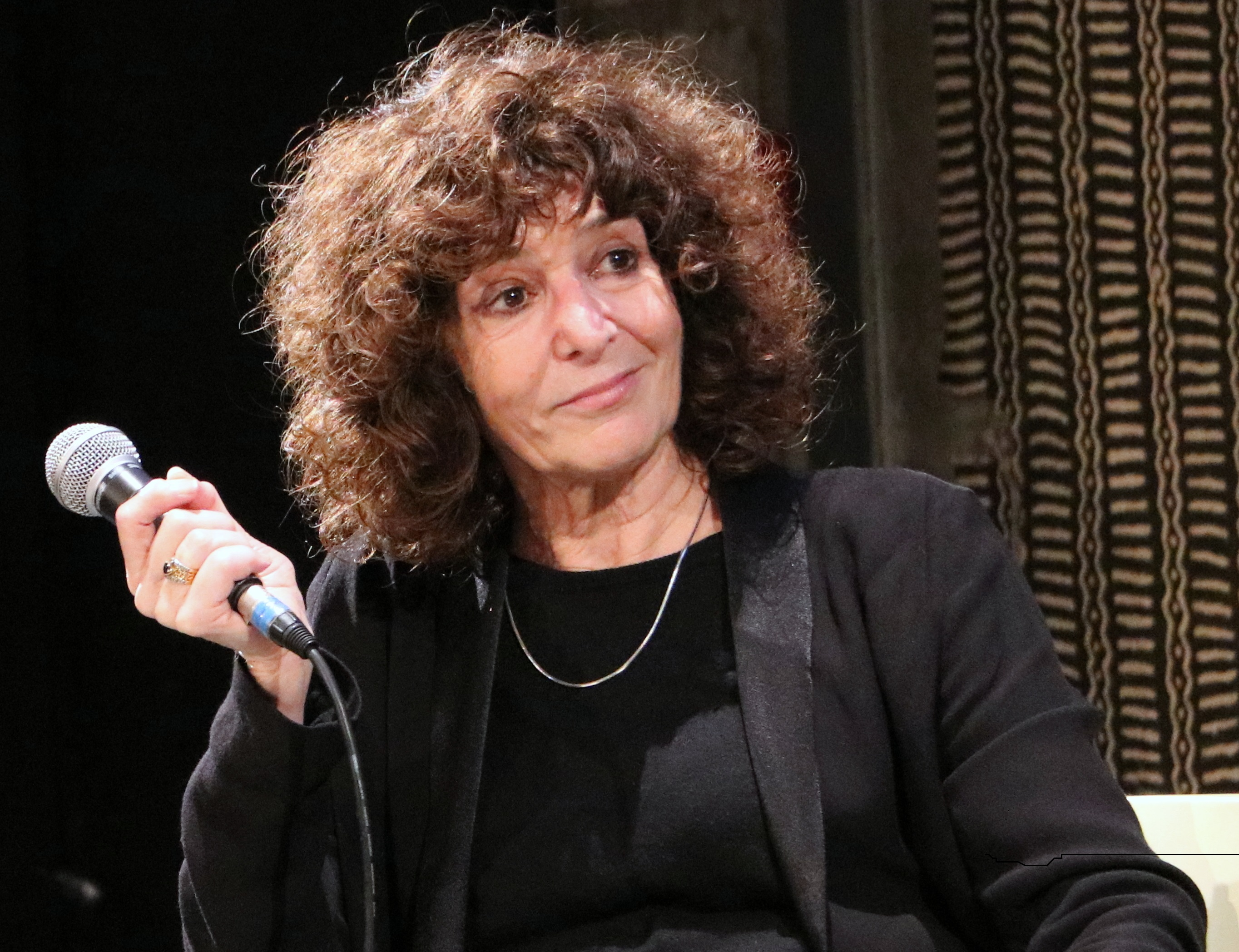
Geneviève Brisac (2017)

Geneviève Brisac (* 18. Oktober 1951 in Paris) ist eine französische Schriftstellerin. Sie ist als Autorin von Romanen und Essays, besondedr aber auch von Kinder- und Jugendbüchern hervorgetreten.
Brisac absolvierte die École normale supérieure Lettres et sciences humaines in Fontenay-aux-Roses und war sechs Jahre als Lehrerin tätig. Beim Verlag Gallimard wird sie Herausgeberin, dann ab 1989 beim  Jugendbuchverlag L’École des loisirs, wo unter anderem ihre eigene Reihe Histoires d’Olga erscheint.
Seit 2007 engagiert sie sich für die NGO Bibliothèques sans frontières. Bei der Präsidentschaftswahl in Frankreich 2012 sprach sie sich für François Hollande aus.

## Auszeichnungen
- 1988: Prix Roland-de-Jouvenel der Académie française
- 1996: Prix Femina für Week-end de chasse à la mère
- 2009: Chevalier der Ehrenlegion
- 2014: Commandeur im Ordre des Arts et des Lettres

## Romane und Essays
- Les Filles, 1987.
- Madame Placard, 1989.
- Loin du Paradis, Flannery O’Connor, 1991.
- Petite, 1994.
- Week-end de chasse à la mère, 1996.
  - Weekend. Roman. Aus dem Französischen von Andrea Spingler. FVA, Frankfurt am Main 1998, ISBN 3-627-00062-5.
- Voir les jardins de Babylone, 1999.
- Pour qui vous prenez-vous?, 2001.
- La Marche du Cavalier, 2002.
- Les Sœurs Délicata, 2004.
- V.W. Le mélange des genres (mit Agnès Desarthe), 2004.
  - Neuausgabe als: La double vie de Virginia Woolf, 2008.
- 52 ou la seconde vie, 2007.
- Une année avec mon père, 2010.
- Moi, j’attends de voir passer un pingouin, 2012.
- Dans les yeux des autres, 2014.
- Vie de ma voisine, 2017.
- Le Chagrin d’aimert, 2018.
- Mes Mots sauvages }, 2018.
- Les Enchanteurs, 2022.
- Anna Akhmatova. Portrait, 2024.

## Kinder- und Jugendbücher
- Olga, 1990.
- Olga n’aime pas l’école, 1991.
- Monelle et les baby-sitters, 1992.
- Les Amies d’Olga, 1992.
- Les Champignons d’Olga, 1992.
- Le Noël d’Olga, 1993.
- Olga et les traitres, 1996.
- Olga s’inscrit au club, 1998.
- Olga va à la pêche, 1998.
- Si l’ascenseur ne s’arrêtait pas, 2000.
- Monelle et les footballeurs, 2000.
- La Craie magique, 2000.
- Olga et les marionnettes, 2001.
- Le pique-nique des ours, 2001.
  - deutsche Ausgabe: Das Picknick der Bären. Moritz, Frankfurt am Main 2001, ISBN 3-89565-126-5.
- Olga et le chewing gum magique, 2001.
- Olga fait une fête, 2002.
- Monelle et les autres, 2002.
- Violette et la mère Noël, 2003.
- Violette et le secret des marionnettes, 2004.
- Violette et la boîte de sable, 2004.
- Olga et le decision maker, 2004.
- Petite, 2005.
- Angleterre, 2005.
- Le Grand Livre d’Olga, 2008, ISBN 978-2-211-08988-3.
- Je vois des choses que vous ne voyez pas, 2009.
- La Mère Noël (mit Alice Butaud), 2012.